# Соломія (село)
Соломі́я — село в Гайворонській громаді Голованівського району Кіровоградської області України. Населення становить 548 осіб.

## Населення
Згідно з переписом УРСР 1989 року чисельність наявного населення села становила 601 особа, з яких 252 чоловіки та 349 жінок.
За переписом населення України 2001 року в селі мешкало 546 осіб.

### Мова
Розподіл населення за рідною мовою за даними перепису 2001 року:
| Мова       | Відсоток |
| ---------- | -------- |
| українська | 97,99 %  |
| російська  | 1,46 %   |
| білоруська | 0,18 %   |
| молдовська | 0,18 %   |